# Семёнов, Дмитрий Сергеевич
Дми́трий Серге́евич Семёнов (род. 2 августа 1992) — российский легкоатлет, специалист по прыжкам в высоту. Выступал на профессиональном уровне в 2009—2018 годах, серебряный и бронзовый призёр чемпионатов России, победитель ряда крупных всероссийских турниров, участник Всемирной Универсиады в Кванджу и чемпионата Европы в помещении в Гётеборге. Представлял Московскую и Смоленскую области. Мастер спорта России международного класса.

## Биография
Дмитрий Семёнов родился 2 августа 1992 года. Уроженец Смоленска, занимался лёгкой атлетикой под руководством Л. Л. и Т. С. Фёдорвых, А. С. Бурта.
Впервые заявил о себе в сезоне 2009 года, когда в прыжках в высоту стал четвёртым на турнире «Московский вызов».
В 2010 году в той же дисциплине занял шестое место на чемпионате России среди юниоров в Чебоксарах.
В 2011 году был пятым на юниорском всероссийском первенстве в Чебоксарах.
В 2012 году выиграл бронзовые медали на Рождественском кубке в Москве и на зимнем молодёжном чемпионате России в Саранске, получил серебро на летнем молодёжном чемпионате России в Ерино.
В 2013 году стал серебряным призёром на зимнем чемпионате России в Москве. Попав в состав российской сборной, выступил на чемпионате Европы в помещении в Гётеборге — на предварительном квалификационном этапе прыжков в высоту показал результат 2,18 метра, чего оказалось недостаточно для выхода в финал. Позднее также победил на Кубке Риги, взял бронзу на молодёжном всероссийском первенстве в Чебоксарах.
В 2014 году был пятым на зимнем чемпионате России в Москве, победил на командном чемпионате России в Сочи и на Мемориале братьев Знаменских в Жуковском, завоевал бронзовые награды на молодёжном всероссийском первенстве в Саранске и на взрослом чемпионате России в Казани.
В 2015 году на турнире «Русская зима» в Москве превзошёл всех соперников и установил свой личный рекорд в прыжках в высоту в помещении — 2,31 метра, в то время как на зимнем чемпионате России в Москве занял четвёртое место. Будучи студентом, представлял страну на Всемирной Универсиаде в Кванджу — в финале прыгнул на 2,15 метра, расположившись в итоговом протоколе соревнований на девятой строке.
В 2016 году отметился победами на Мемориале Яламова в Екатеринбурге, на Мемориале Дьячкова и Озолина в Москве, на Мемориале Алексеева в Санкт-Петербурге, на Мемориале Синяева в Брянске. На зимнем чемпионате России в Москве показал пятый результат.
Завершил спортивную карьеру по окончании сезона 2018 года.
За выдающиеся спортивные достижения удостоен почётного звания «Мастер спорта России международного класса».